# ملي ثانية
مِلِّي ثَانِيَة هي وحدة زمنية تستخدم كثيراً للتوقيت الرياضي، وتساوي جزء من الألف  من الثانية.
- تبلغ الثانية 1000 ملّي ثانية ،
- وتبلغ الدقيقة 60.000 ملي ثانية ،
- ويبلغ اليوم الواحد  86.400.000 ميلّي ثانية  (24x60x60x1000).

## اقرأ أيضا
- ثانية
- ساعة ذرية
- إبطاء زمني
- ابطاء زمني ثقالي
- مليمتر